# Isla Mbulo
Mbulo es una isla en la Provincia Occidental, Islas Salomón. Situada en la parte oriental de las islas Nueva Georgia, Mbulo está densamente boscosa y tiene un centro volcánico. Se ha estimado que la elevación del terreno sobre el nivel del mar es de unos 125 metros, pero los datos del SRTM sugieren una elevación máxima de unos 240 metros.